# 5109 Robertmiller
5109 Robertmiller este un asteroid din centura principală de asteroizi.

## Descriere
5109 Robertmiller este un asteroid din centura principală de asteroizi. A fost descoperit pe 13 septembrie 1987 la Observatorul La Silla de Henri Debehogne. El prezintă o orbită caracterizată de o semiaxă mare de 2,24 ua, o excentricitate de 0,07 și o înclinație de 3,6° în raport cu ecliptica.